# Quejigar (Quercus faginea)

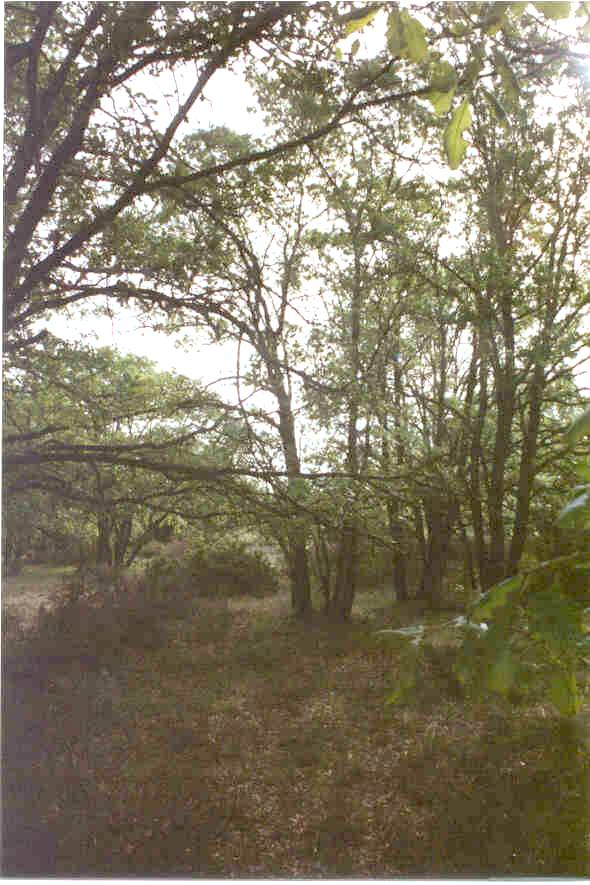
Quejigar de Quercus faginea

Los quejigares de Quercus faginea son bosques marcescentes mediterráneos de meseta, valles y ciertos páramos orientales que llegan a ocupar también las sierras medias y bajas. Muy variado en especies dominantes y sotobosque. Se extiende aislado o en grupos por casi todas las provincias españolas, excepto en Baleares, Canarias y parte de Galicia. Los quejigares se asientan preferentemente en los terrenos calizos, aunque pueden aparecer también en los silíceos.
Este tipo de bosques aparece desde el nivel del mar hasta 1850 m en la Sierra de las Nieves de Málaga, ordinariamente entre 600 y 1.200 m. Las precipitaciones son superiores a 350 mm, normalmente por encima de los 600 mm con alguna lluvia estival.
El quejigar es un bosque extraordinariamente diverso y extenso, mucho más de lo que permite apreciar la vegetación actual. Como todos los quejigares en general, es raro que llegue a constituir masas puras; frecuentemente son comunidades codominadas por diferentes especies: encina (Quercus ilex), coscoja (Q. coccifera), ácer (Acer opalus subsp. granatense). Es un paso más elevado en la sucesión que el encinar; por eso este invade y coloniza terrenos alterados de quejigar, o los más pedregosos y secos.
Las masas son más bien claras, con ejemplares de tronco recto y copa esférica y poco densa. Emite con facilidad renuevos de sus raíces estoloníferas, pero no con tanta potencia como el rebollo (Q. pyrenaica).
Los quejigares se han utilizado, adehesados, para la producción de fruto de montanera, y para la obtención de leñas en forma de monte bajo, Su madera es de mejor calidad que la del rebollo, pero las producciones son muy bajas (0,15 m³/ha/año), como en el rebollo. Adehesado, mantiene magníficos pastizales. En su área se ha repoblado con diversos pinos: pino carrasco (Pinus halepensis), pino salgareño (P. nigra), piño negral (P. pinaster).

## Series vegetales con predominancia de quejigo
Los quejigares, de (Quercus faginea), sustituyen ecológicamente a los encinares sobre suelos más profundos y húmedos entre los 800 y 1.200 m de altitud, y alternan con encinares y pinares. Aparecen acompañados de arces (Acer opalus, Acer monspessulanum) y servales (Sorbus aria, Sorbus domestica, Sorbus torminalis) y rosáceas arbustivas (rosas, guillomos, majuelos, etc.). Buenas representaciones de quejigar, celtiberico-alcarreño, son Valle del Tajuña en Torrecuadrada, en Torrecuadrada de los Valles y los Quejigares de Barriopedro y Brihuega, ambos en la provincia de Guadalajara.
- Piso Supramediterráneo.[1]

- Serie Supramesomediterránea castellano-alcarreño-manchega basófila (Cephalanthero longifoliae-Querceto faginae sigmentum). Su área potencial se extiende desde las Alcarrias hasta la Serranía de Cuenca, su terreno ha sido repoblado en muchas ocasiones de pinos (Pino laricio).

- Serie Supramesomediterránea tarraconenses-maestracense-aragonesa basófila (Violo willkommii-Querceto fagineae sigmentum).

- Serie Supramediterránea castellano-cantábrica y riojana-estellesa basófila (Spirareo ovobatae-Querceto fagineae sigmentum).

- Serie Supramesomediterránea bética basófila (Dapno latifoliae-Acereto granatensis sigmentum).

- Piso Mesomediterráneo.[2]

- Serie Mesosupramediterránea setabense basófila (Fraxino orni-Quercetum faginae sigmentum).